# Être libre (film)
Pour les articles homonymes, voir Être libre.
Être libre est un film documentaire français réalisé par une équipe de sept techniciens organisés en coopérative, sorti en 1968.

## Synopsis
La contestation de l'élitisme culturel lors de l'édition 1968 du Festival d'Avignon.

## Fiche technique
- Titre : Être libre
- Réalisation : Paul Bertault, Claude Jauvert, Jean-Claude Bourlat, Catherine Lefebvre, Robert Dianoux, Jimmy Glasbert
- Collaborateurs : Pierre Andro, Gérard Cubisol, Pierre Poubeau
- Photographie : Jean-Claude Bourlat
- Montage : Corinne Dessane, Bernard Waymel
- Production : Auditel
- Durée : 90 minutes
- Date de sortie : 
  - France : 6 novembre 1968

## Distribution
- Maurice Béjart
- Jean Vilar
- Julian Beck